# Estação Cuautitlán
A Estação Cuautitlán é uma das estações do Trem Suburbano do Vale do México, situada em Cuautitlán, seguida da Estação Tultitlán. Administrada pela Ferrocarriles Suburbanos, S.A.P.I. de C.V., é uma das estações terminais do Sistema 1.
Foi inaugurada em 5 de janeiro de 2009. Localiza-se no cruzamento da Avenida Ferronales com a Rua Amado Nervo. Atende o Barrio el Huerto.